# Обелиск Феодосия
Обелиск Феодо́сия (Египетский обелиск) (тур. Dikilitaş) — древнеегипетский обелиск фараона Тутмоса III (XVIII династия), воздвигнутый на разделительном барьере константинопольского ипподрома (сегодня известном как At Meydanı или Sultanahmet Meydanı и расположенном в городе Стамбул, Турция). Воздвигнут императором Римской империи Феодосием Великим в 390 году н. э.
Лучше всех сохранившийся из привезённых в Константинополь обелисков и единственный из привезённых непосредственно из Египта. Второй сохранившийся обелиск, из египетского порфира, сильно повреждённый, находится во дворе Стамбульского археологического музея.

## Описание
Представляет собой четырёхгранный монолит из розового асуанского гранита (сиенский карьер), в основании которого лежит квадрат, а суживающаяся к вершине часть заканчивается правильной четырёхгранной пирамидой. Все четыре грани обелиска покрыты письменами из египетских иероглифов, на верхнем фрагменте проглядывается фигура фараона Тутмоса, держащегося за руки с египетским богом Амон-Ра.
Пьедестал состоит из двух частей. Нижняя часть — двухъярусный монолит. Нижний ярус — прямой параллелепипед с квадратом в основании. Верхний — аналогичная фигура, но с меньшим квадратом в основании и с вырезанными на углах ячейками для кубических «крабов» из красного гранита.
Высота обелиска 18,54 м, вместе с пьедесталом — 25,6 м.

## История
Изначально находился в южной части Великого Храма Атума-Ра-Амона, Фивы, у седьмого пилона, где был установлен в 1460 году до н. э. Посвящался юбилею в честь тридцатилетия правления фараона Тутмоса III (архитектор Пуемра). Имел первоначальную высоту 37,77 метра и вес около 542,94 тонны. Посвятительная надпись упоминает победоносный поход фараона в Месопотамию. По приказу императора Феодосия Великого обелиск был доставлен в Константинополь: вначале его опрокинули на насыпь и, дотащив до берега Нила, погрузили на барку; затем, сплавив до Александрии, перегрузили на специальный корабль (navis lapidariae). Во время перевозки хрупкий гранитный монолит лопнул на две части. Верхняя часть, высотой 19,59 м и массой около 281,6 т, с помощью специального подъемного крана (герана) была установлена на бронзовых опорах и мраморном пьедестале.
После 395 года н. э. обелиск был переоборудован в фонтан. Водопроводная труба врезалась в правый фасад пьедестала, а выводы выходили в 4 сосуда на бронзовых опорах.

## Обелиск

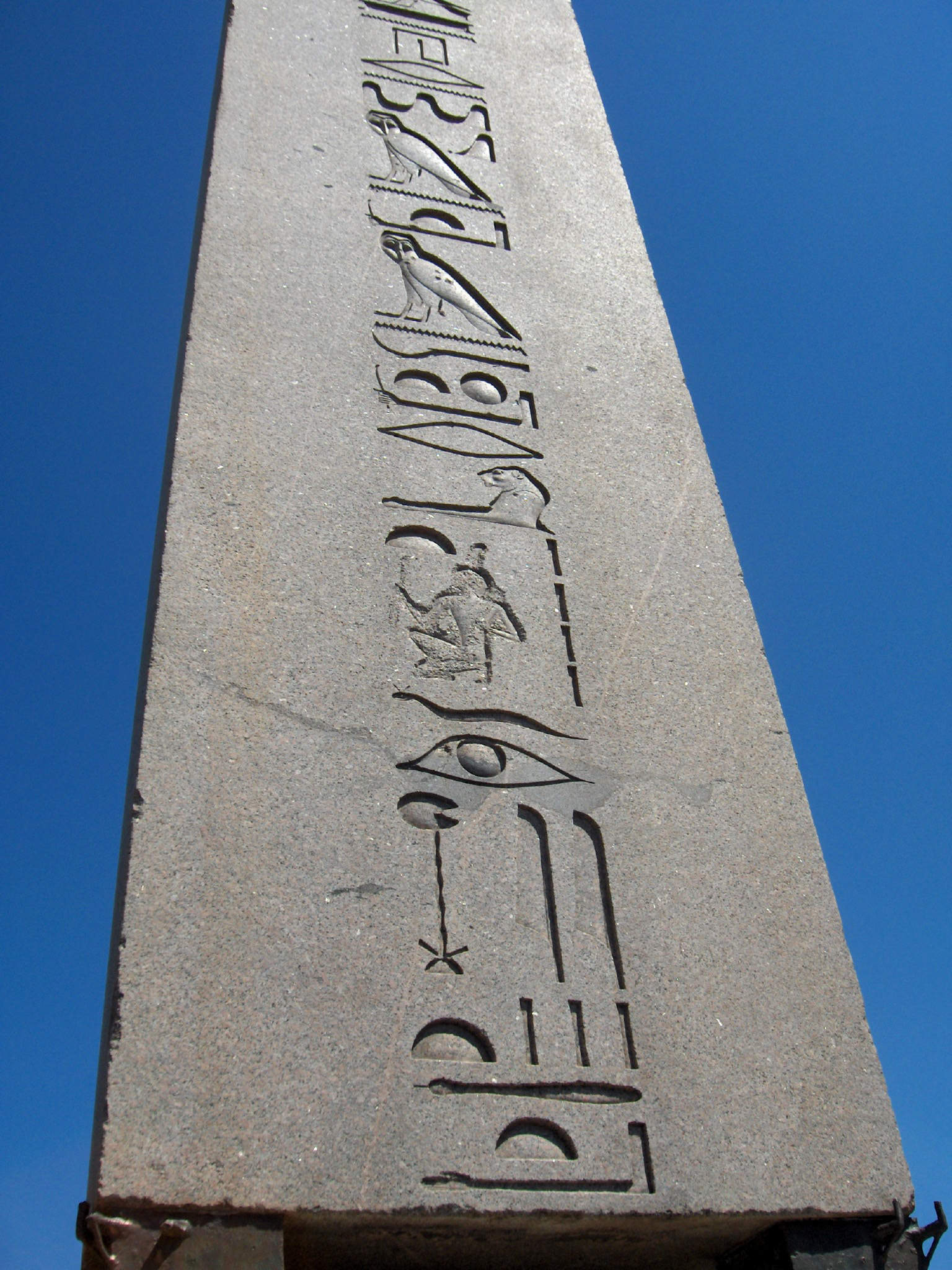
Нижняя часть надписи (южный фасад).
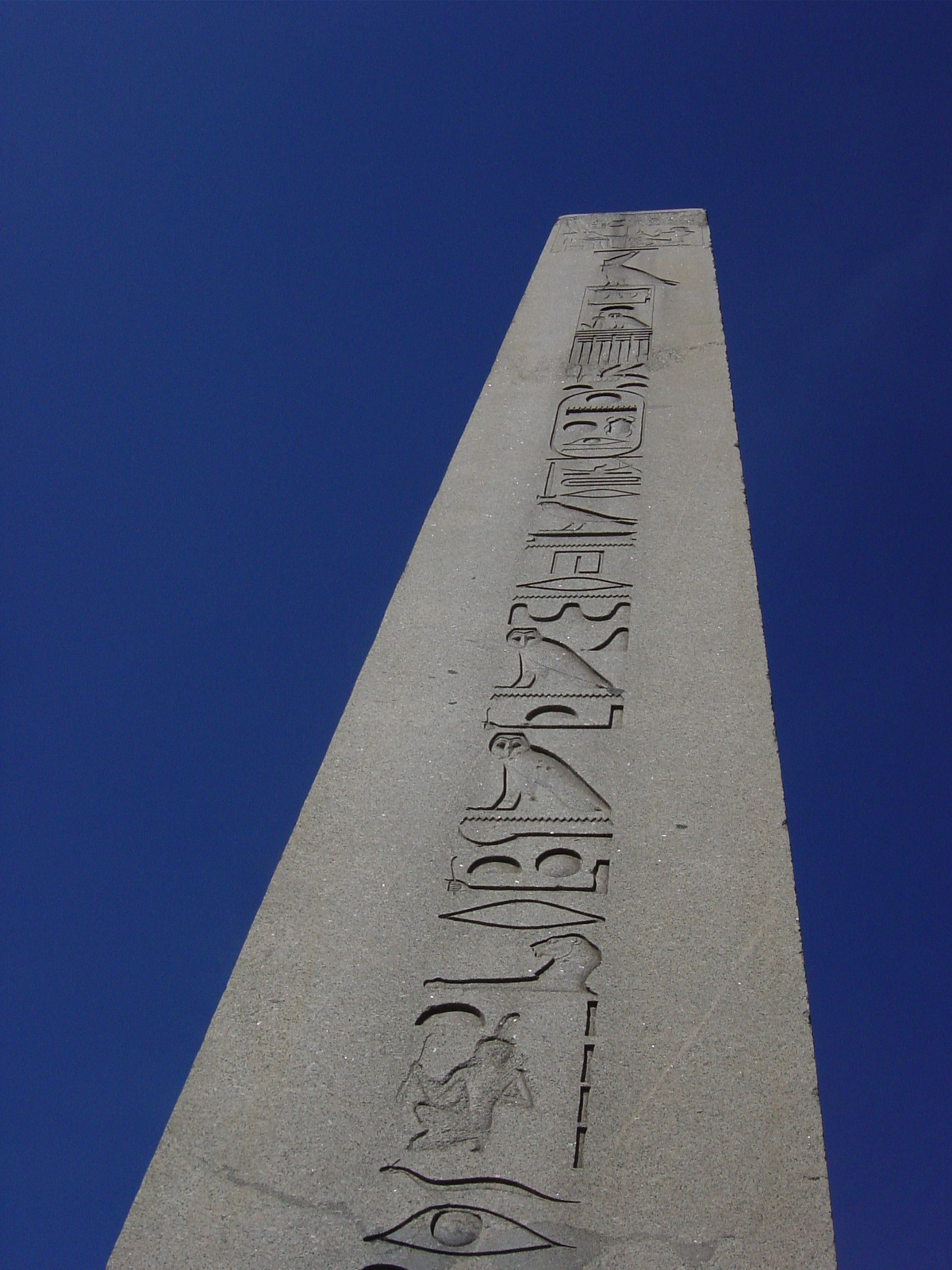
Верхняя часть надписи (южный фасад).
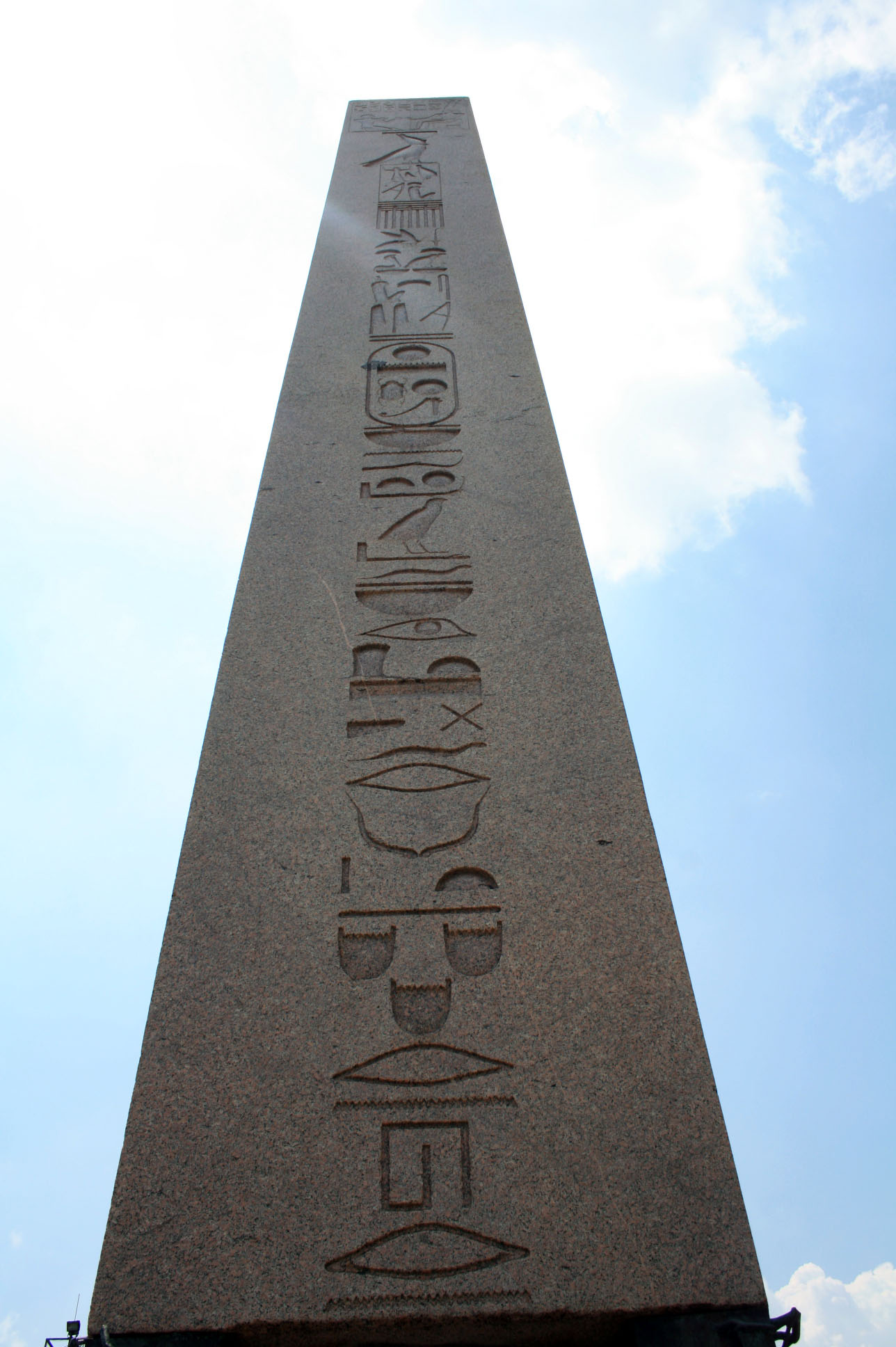
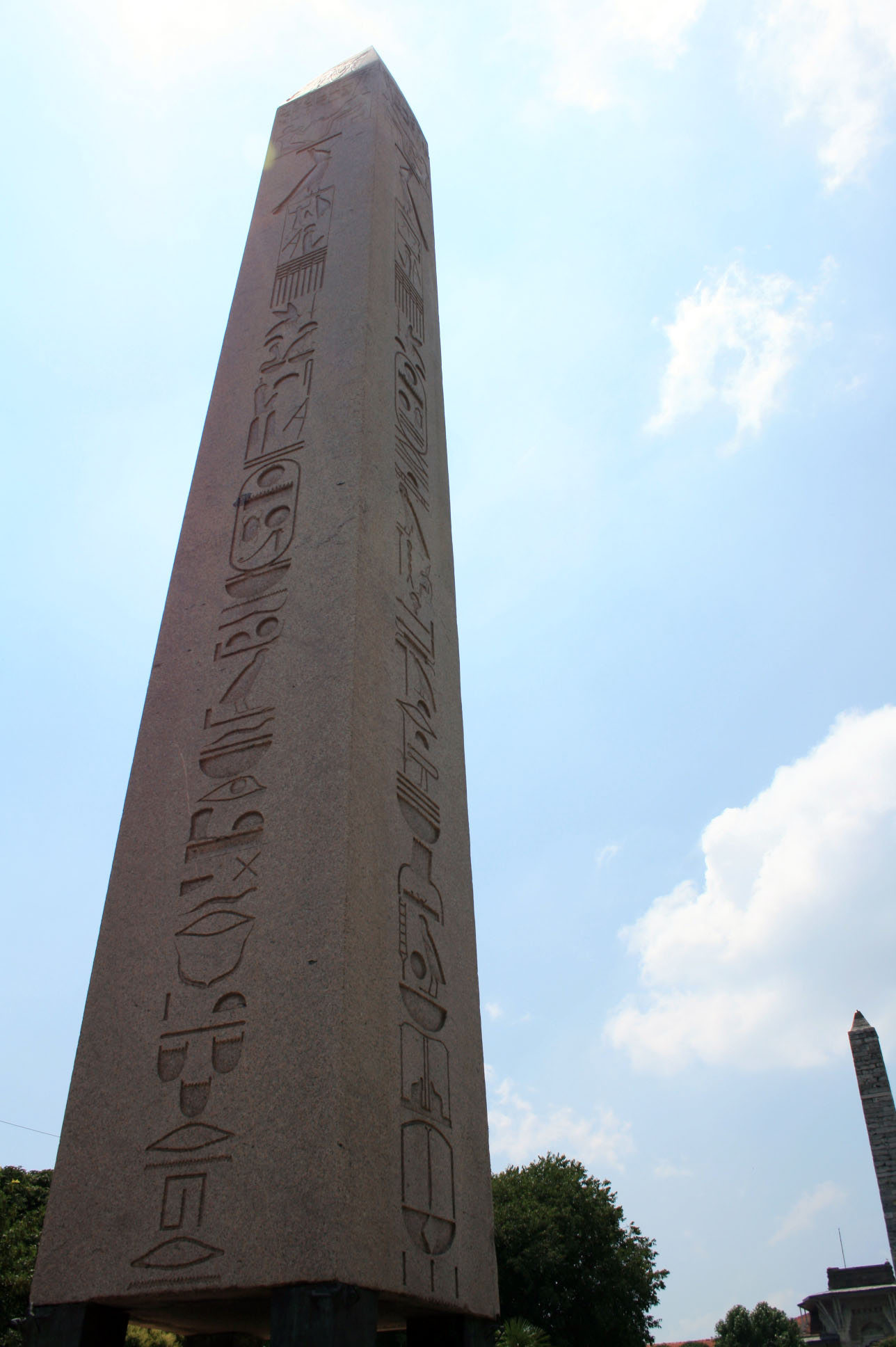

## Пьедестал

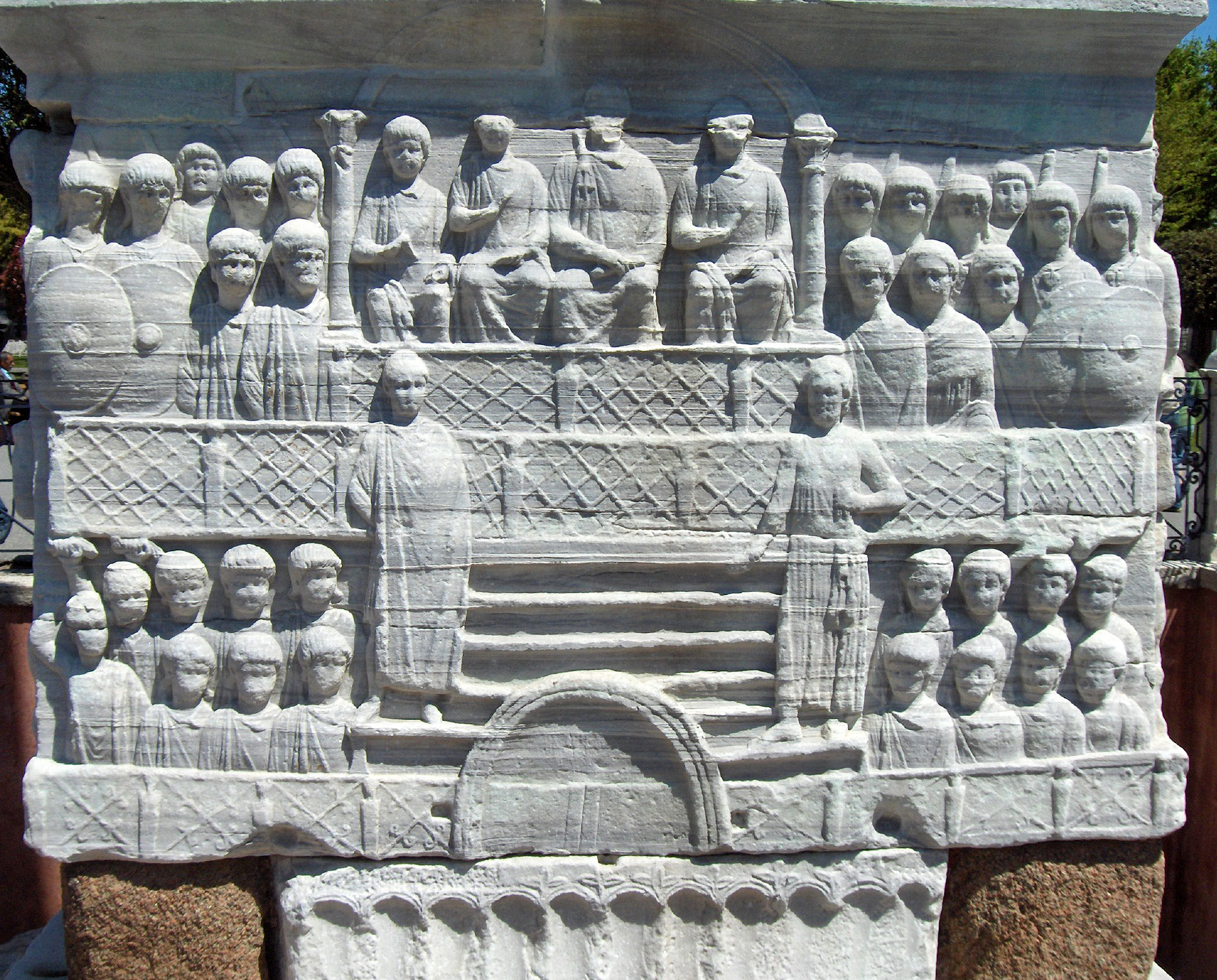
Император и его двор (южная сторона).
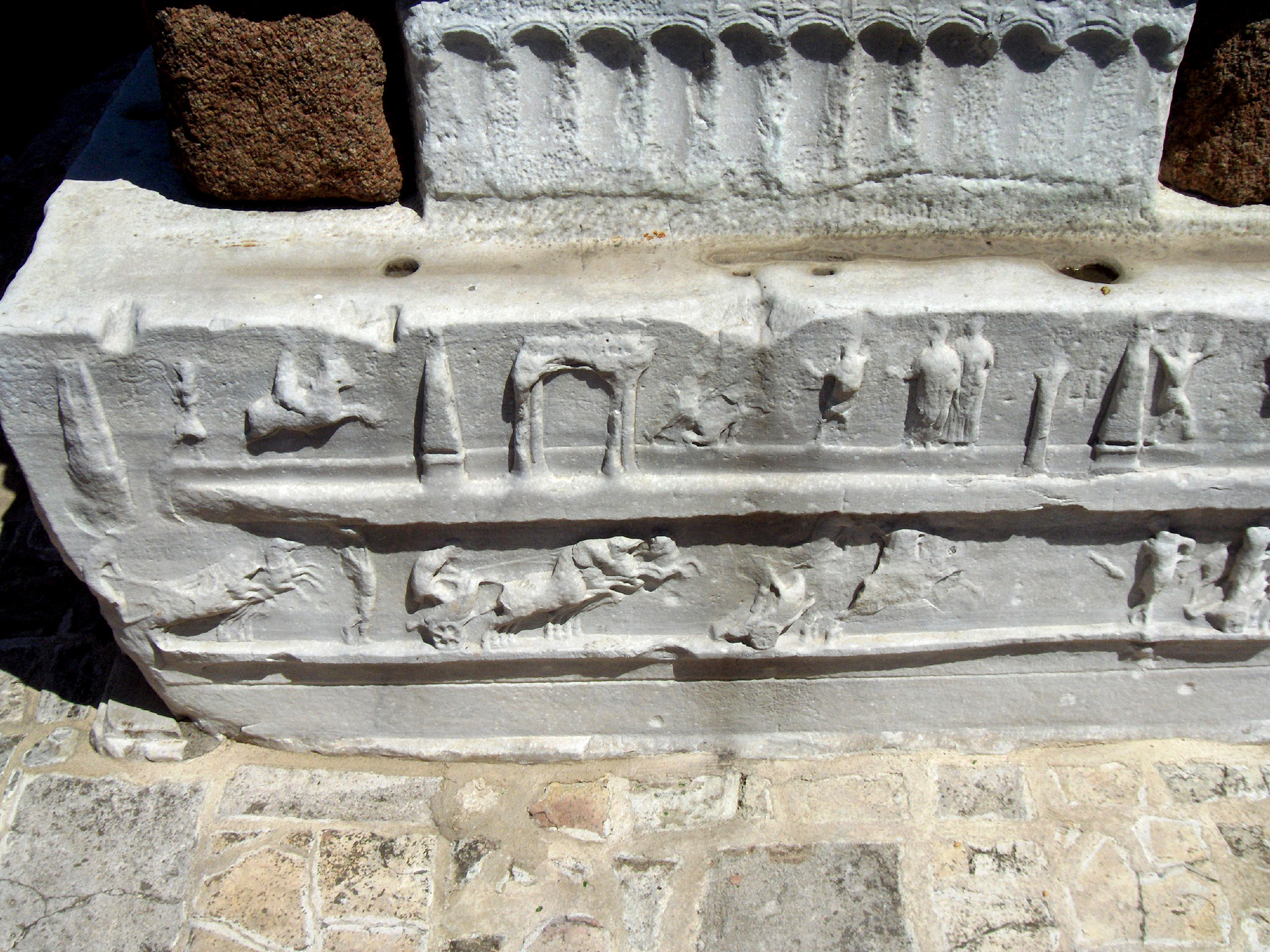
Состязание колесниц (южная сторона).
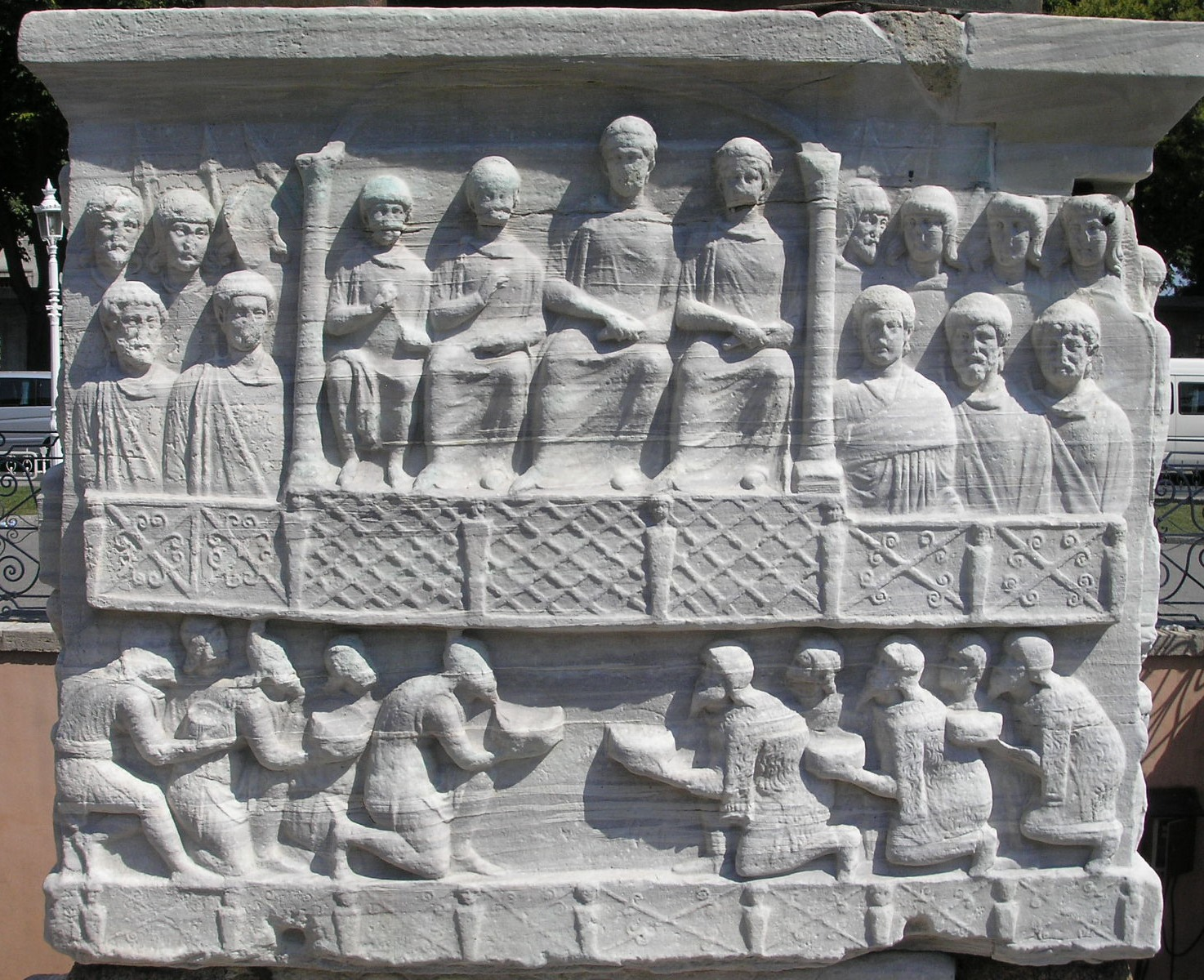
Подчинение варваров (западная сторона).
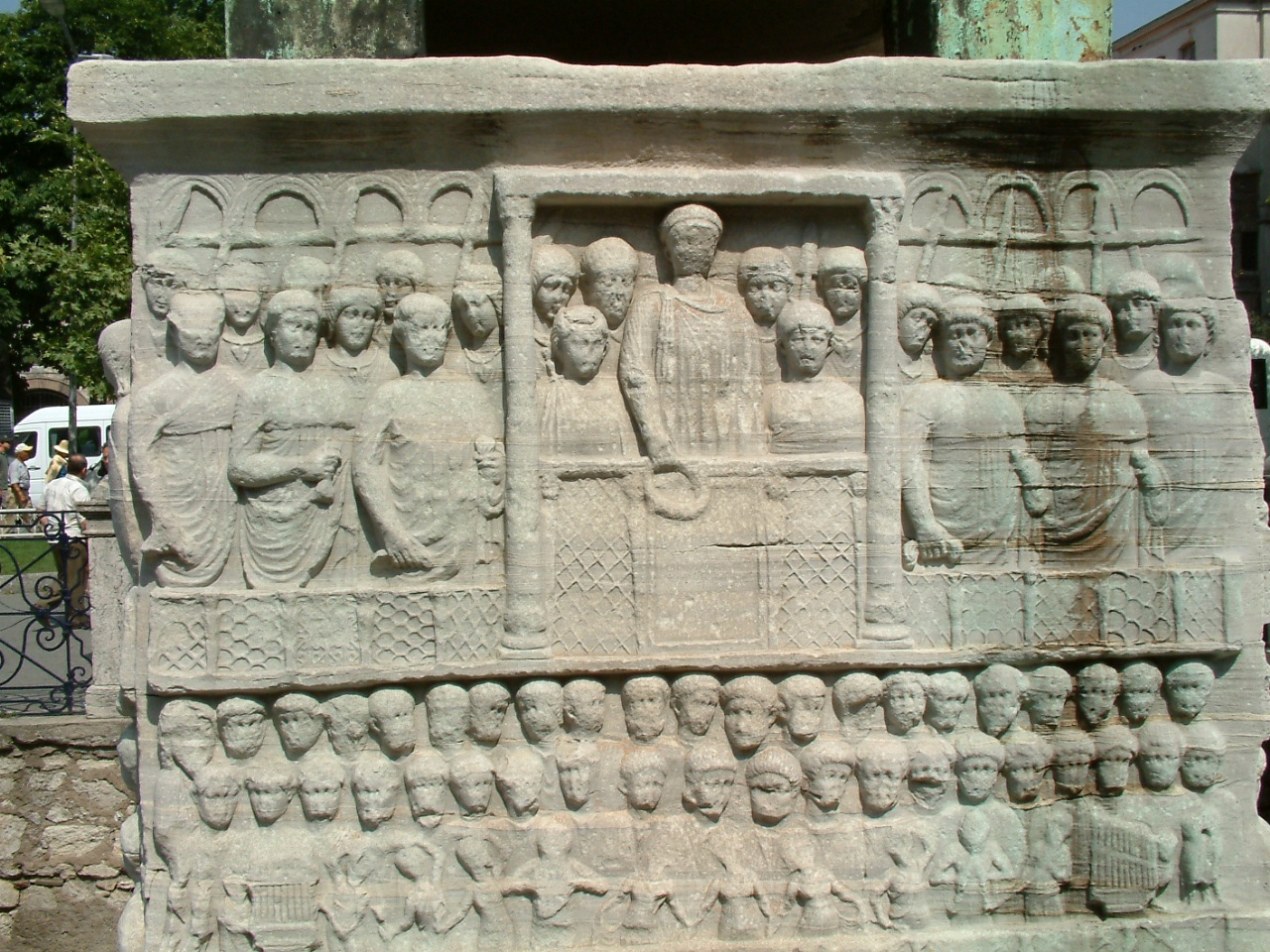
Сцена в цирке: в нижнем ряду танцоры, авлеты и органисты (восточная сторона).

### Надписи на пьедестале

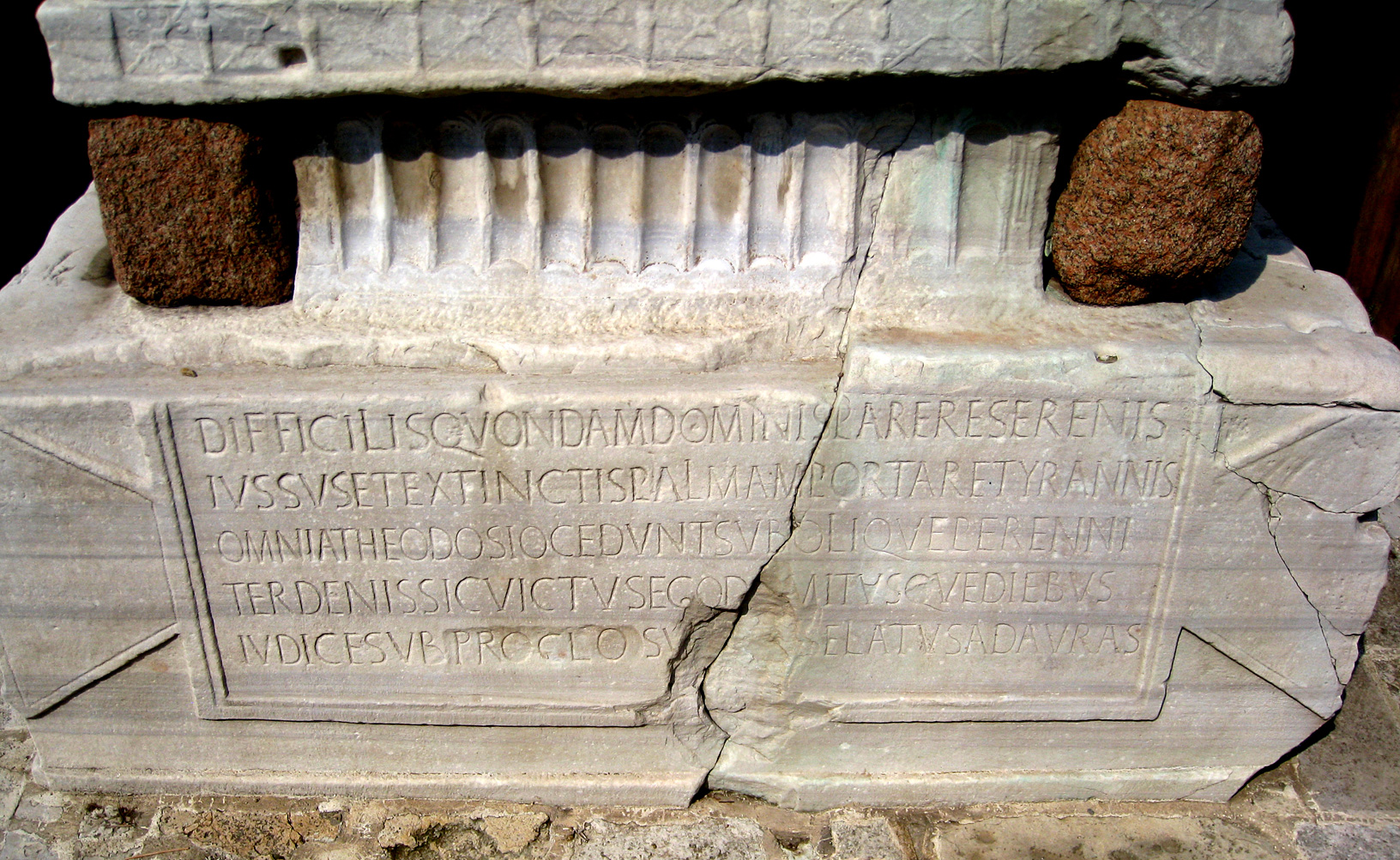
Надпись на латыни (восточная сторона)

На восточной стороне имеется надпись на латыни, состоящая из пяти гекзаметров. Несмотря на то, что она покрыта трещиной снизу, ещё в XVI веке она была переведена путешественниками.
DIFFICILIS QVONDAM DOMINIS PARERE SERENIS
IVSSVS ET EXTINCTIS PALMAM PORTARE TYRANNIS
OMNIA THEODOSIO CEDVNT SVBOLIQVE PERENNI
TER DENIS SIC VICTVS EGO DOMITVSQVE DIEBVS
IVDICE SVB PROCLO SVPERAS ELATVS AD AVRAS
Перевод:
«Когда-то я не хотел подчиняться мирным владыкам, и был приказан нести пальмовую ветвь для [ныне] поверженных и забытых деспотов. [Однако] всё уступает Феодосию и его вековечному потомству. Так и я был побеждён и укрощён за трижды по десять дней, будучи поднят к небесам при префекте Прокуле».

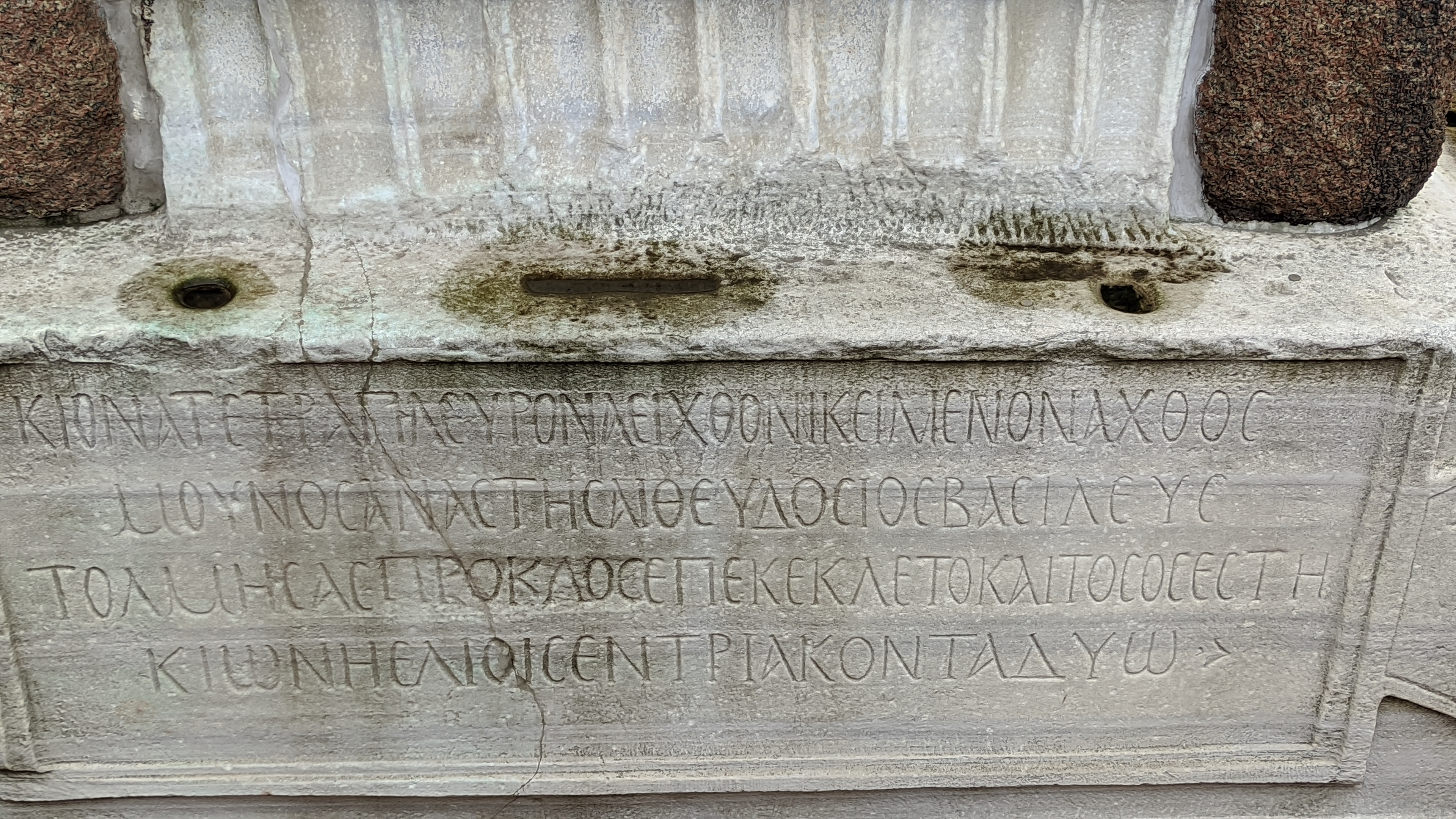
Греческая надпись (западная сторона)

На западной стороне та же надпись повторяется в двух элегических куплетах, написанных по-византийски (гречески), хотя она сообщает о том, что потребовалось 32 дня (TPIAKONTA ΔYO), а не 30 на установку обелиска:
KIONA TETPAΠΛEYPON AEI XΘONI KEIMENON AXΘOC
MOYNOC ANACTHCAI ΘEYΔOCIOC BACIΛEYC
TOΛMHCAC ΠPOKΛOC EΠEKEKΛETO KAI TOCOC ECTH
KIΩN HEΛIOIC EN TPIAKONTA ΔYO
Перевод:
«Это — четырёхгранная колонна, лежавшая на земле, чей вес осмелился поднять вновь один лишь император Феодосий. Прокул был приглашён выполнить его приказ, и эта великая колонна встала за 32 дня.»